# Micou Point
Micou Point är en udde i Antarktis. Den ligger i Östantarktis. Nya Zeeland gör anspråk på området.
Terrängen inåt land är varierad. Havet är nära Micou Point åt nordväst. Trakten är obefolkad. Det finns inga samhällen i närheten. 